# دانيال أوليفر (كاتب)
دانيال أوليفر (بالإنجليزية: Daniel Oliver)‏ هو محامي وكاتب أمريكي، ولد في 10 مارس 1939 في نيويورك في الولايات المتحدة.